# 森文醸造
森文醸造株式会社（もりぶんじょうぞう）は、愛媛県喜多郡内子町にある調味料メーカー。
1893年（明治26年）創業。1949年（昭和24年）1月設立。森文醸造の建造物群は国土交通省によって「内子町の維持及び向上すべき歴史的風致」地区に指定されている。

## 歴史

### 戦前の歴史
1893年（明治26年）に森文太郎が食酢を製造する店を創業した。創業者の名前から「森文」を屋号としている。その後、養子の森傳三郎が会社の基盤をつくり、1920年（大正9年）には醤油の製造に進出した。1939年（昭和14年）には3代目の森忠三が日中戦争に召集された。

### 戦後の歴史

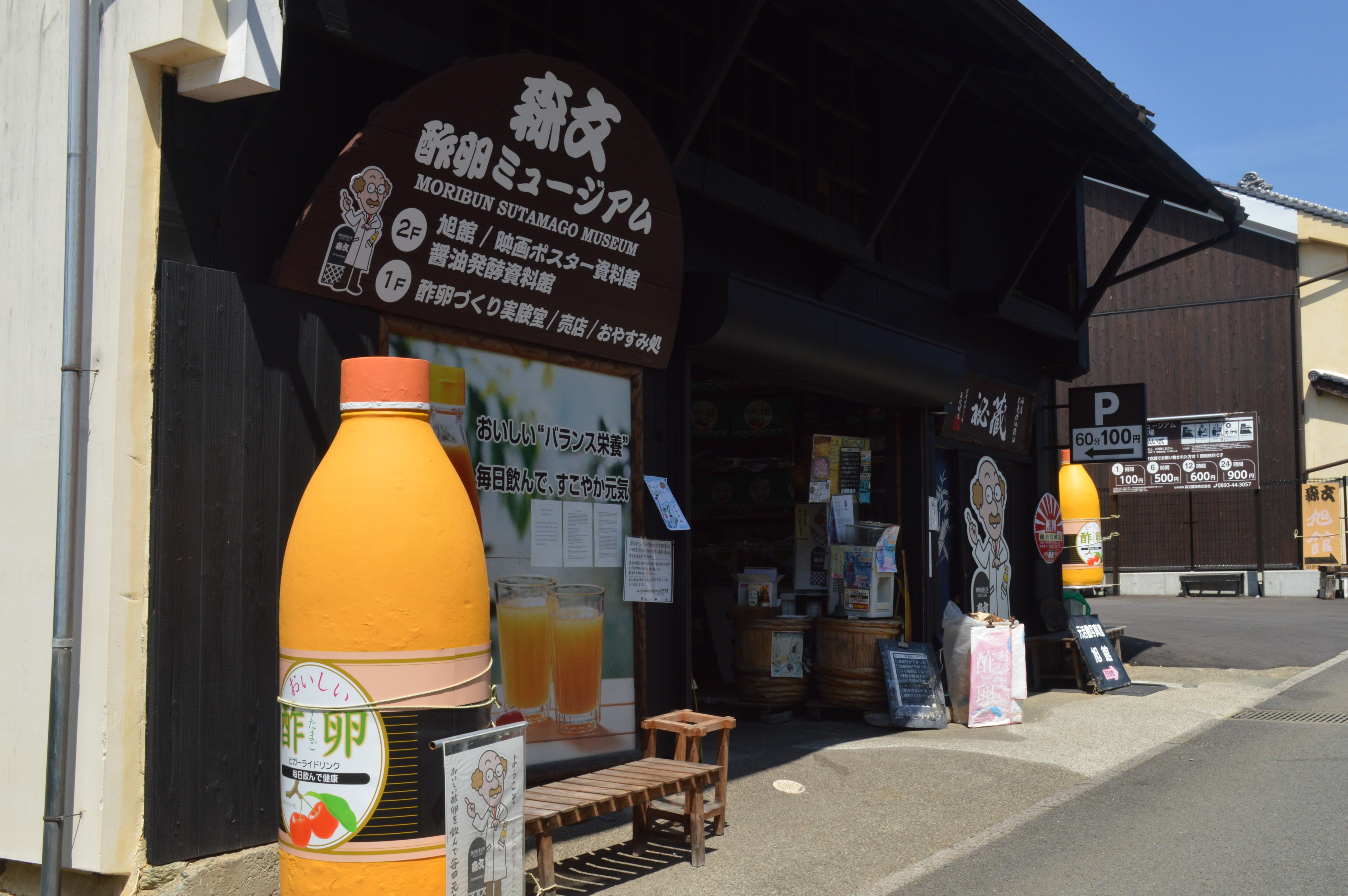
酢卵ミュージアム

戦後の1949年（昭和24年）1月には森文醸造株式会社が設立され、森傳三郎が初代社長に就任した。1956年（昭和31年）に山崎鉄工所が加圧蒸煮装置（NK缶）の製造を開始すると、森文醸造は1960年（昭和35年）に森文式NK缶を開発した。1973年（昭和48年）には新工場を建設し、森文式ステンみそタンクも開発した。
看板商品となるひしをみそを開発したのは3代目の森忠三である。その後、ポン酢ドレッシングや健康飲料の分野にも進出し、1985年（昭和60年）頃にはアセロラを用いた飲料の開発にも着手した。1993年（平成5年）には創業100周年を迎えた。
2006年（平成18年）、4代目社長の森秀夫は関連会社として有限会社森酢卵研究所を設立し、健康飲料として米酢に卵を溶かした酢卵の研究を開始した。森秀夫は愛媛大学大学院農学研究科でタンパク質や酵素の研究をした経験があり、もとは大学に残って研究者になることを志していた。2023年（令和5年）12月2日、創業130年を記念して酢卵ミュージアムが開館した。2025年（令和7年）時点では、アジアや欧米など10か国・地域に商品を輸出している。

## 森文旭館

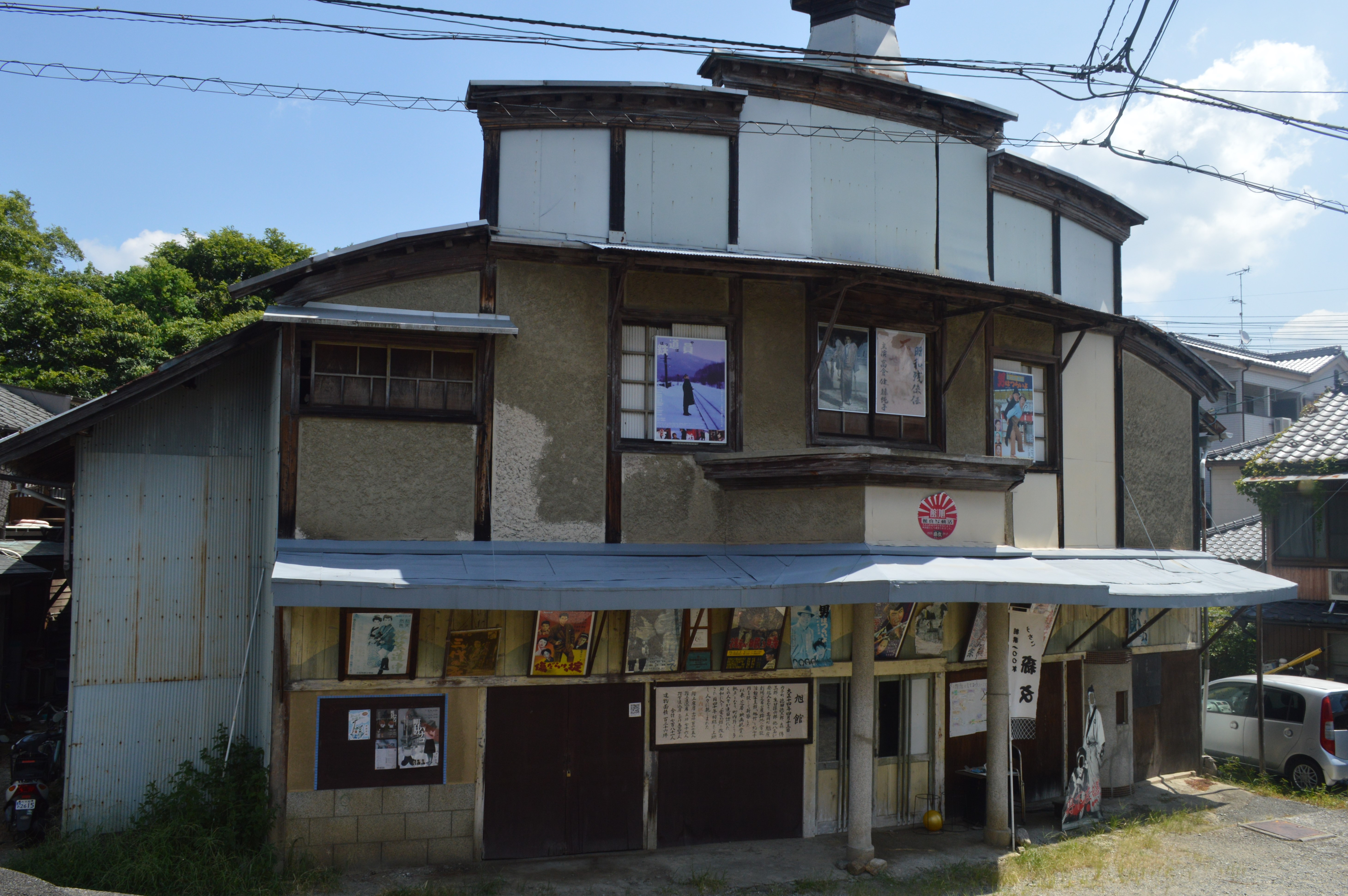
旭館

旭館（森文旭館）を所有している。1926年（大正15年）に開館した劇場・映画館であり、森文醸造2代目の森傳三郎も発起人に名を連ねていた。
1965年（昭和40年）の営業終了後には森文醸造の倉庫などとして使用され、2013年（平成25年）には登録有形文化財に登録された。2023年（令和5年）には旭館で森文醸造の創業130周年を記念した映画祭が催された。

## 商品
酢
- 熟成米酢
- 果汁たっぷりぽんず

醤油
- 熟成醤油
- だし醤油

味噌
- 熟成味噌
- ひしをみそ（もろみ）

酢卵

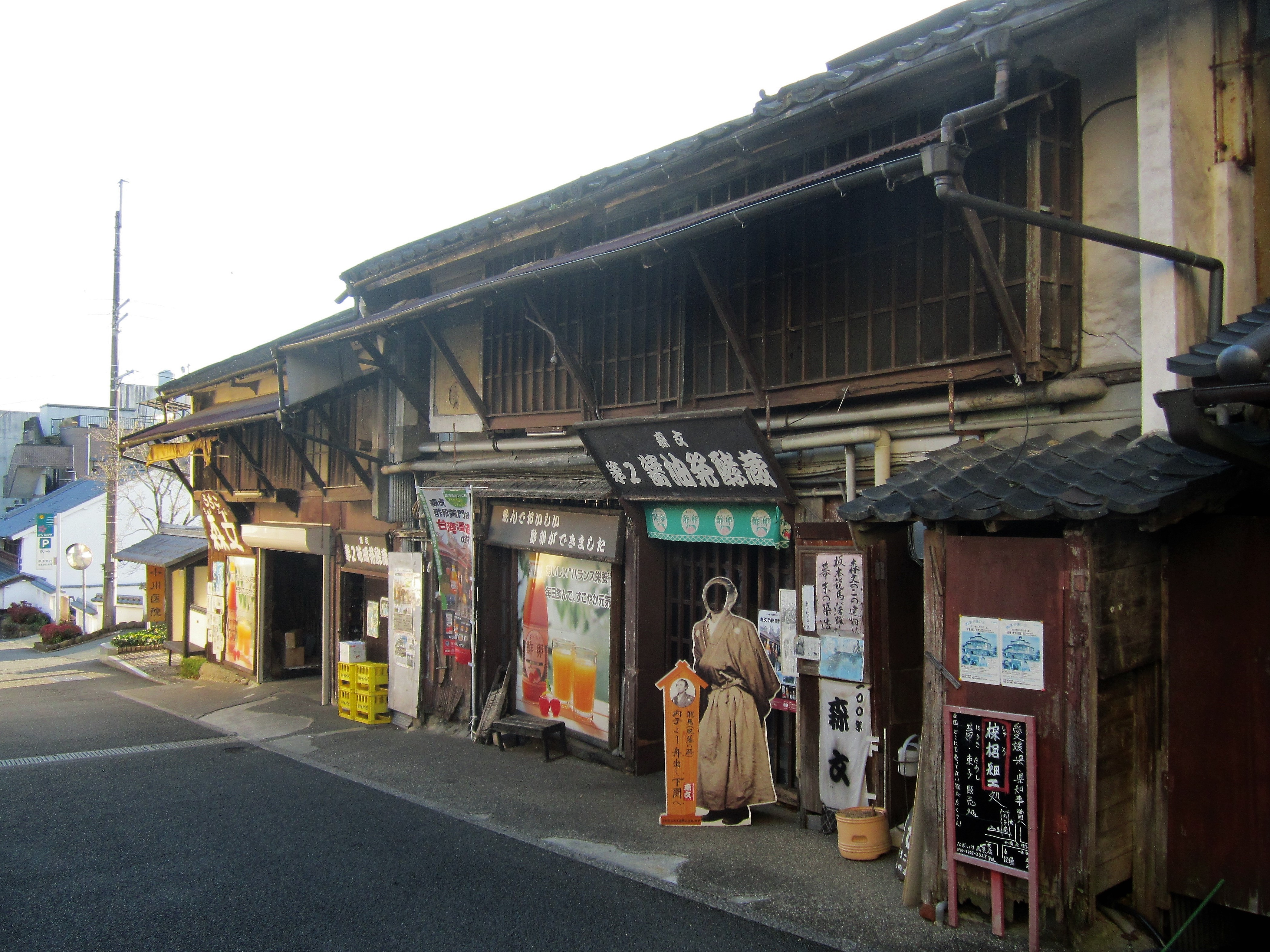
第2醤油発酵蔵

- おいしい酢卵 - 健康飲料。米酢とパパイヤ酢に有精卵を殻ごと入れて溶かし、パパイヤで加工処理を行っている[9]。